# 巴朗山雪莲
巴朗山雪莲（学名：Saussurea balangshanensis），一种于中国四川省小金县巴朗山地区发现的多年生草本植物，隶属于菊科风毛菊属，被列为中国国家二级重点保护野生植物。

## 形态特征
巴朗山雪莲植株高8-17厘米，丛生。茎直立，单生，呈紫色，具紧密有节的毛，其上部膨大和中空；茎基2-5分枝，被黑棕色枯萎的叶柄残体覆盖。莲座叶和下部茎叶具叶柄；叶柄长1.5-4.0厘米，基部加宽；叶片线形到线状披针形，长4.5-7.5厘米，宽0.5-0.8厘米，绿色，两面具具柄腺毛；叶缘和中脉具有节的毛；叶基部狭楔形，具深波状齿和短尖齿；叶先端渐尖，短尖。中部茎生叶3-6，具叶柄；叶柄长1-2厘米，长3-6厘米；叶片宽0.3-0.6毫米，与下部茎叶相似。上部叶具短叶柄或无梗，半抱茎；叶片线形到披针形，长3.0-4.5厘米，宽0.6-0.8厘米，两面、边缘和中脉具具柄腺毛，具白色节毛；叶缘具深波状齿到条裂；叶尖短尖。最上面的茎叶无梗，半包围头状花序，具紧密的白色节毛，背面黄绿色或紫红色，正面黄绿色，叶片卵形到三角形，长1.2-3.0厘米，宽0.9-1.6厘米；叶缘条裂，具狭三角形裂片；叶先端短尖。花期顶部平，密集，直径2.5-3.5厘米。头状花序8-20，无梗。总苞圆柱形到倒圆锥形，高5-7毫米，直径6-8毫米。总苞片2-3列，背面中部以下毛脱落，中部以上具顶生腺毛和具柄腺毛，后脱落，棕黄色具黑色先端；外层总苞片倒披针形，长约7毫米，宽约4毫米，先端渐尖；中部和内部总苞片狭倒披针形，长约7毫米，宽1-2毫米，先端渐尖。花冠紫色，长7-8毫米；管部长2.5–3mm。雄蕊长约5毫米；花药箭头形，长3-4毫米；花丝约长2毫米。花柱长约7毫米，二歧分叉，其分枝长约1毫米，基部具毛。未成熟时瘦果呈棕色，倒圆锥形，长约3毫米，带肋，无毛。冠毛浅褐色；外部刚毛长约2毫米，粗糙；内刚毛长约6毫米，羽状。